# Byron Stingily
Byron Stingily (* in Chicago) ist ein amerikanischer Sänger und Songwriter, der in den Bereichen House Music und R&B aktiv und für seine klare, hohe Falsettstimme bekannt ist, durch die er mit Smokey Robinson und Sylvester verglichen wird. Ersten Erfolg erlangte er in den späten 1980er Jahren als Leadsänger des Housetrios Ten City. Seine größten Solohits sind Get Up (Everybody) (1996), You Make Me Feel (Mighty Real) (1998) und That’s the Way Love Is (1999).

## Biografie
Seit seinem fünften Lebensjahr wuchs Stingily in der Chicagoer Westside auf. Obwohl er in den frühen 1980er Jahren das Blackburn College im ländlichen Gebiet des Bundesstaates Illinois besuchte, wurde er Mitte des Jahrzehnts Teil der Houseszene seiner auch Windy City genannten Heimatstadt. Stingilys erste Single hieß Funny Love und erschien 1985 bei Trax Records. Nachdem er den Houseproduzenten Marshall Jefferson kennenlernte, nahm er 1987 die Chicagoer Klassiker Can Not Stay Away und Just a Little Bit auf und gründete mit dem Keyboarder Byron Burke und dem Gitarristen Herb Lawson das Housetrio Ragtyme.
Als Stingily Jefferson nach New York begleitete und dort großen Eindruck hinterließ, bot ihm Atlantic Records einen Solovertrag an. Da er jedoch nicht allein auftreten wollte, holte er seine Ragtyme-Kollegen dazu. Das Trio nannte sich seither Ten City und hatte von 1987 bis 1994 zehn Hits in den Billboard Dance-Charts. Dann trennte sich die Formation und Stingily begann seine Solokarriere.
Obwohl er von Columbia Records einen Solovertrag angeboten bekam, entschied sich Stingily für die Arbeit bei Independent-Labels und begann seine Tätigkeit als Songwriter und Produzent. Er war unter anderem Co-Autor der Lieder Nitelife und Time for Love von Kim English sowie What About Our Love? von Incognito-Sängerin Maysa Leak. Seine ersten Soloaufnahmen als Sänger, Don’t Fall in Love und Right Back to You, machte er 1996 für Nervous Records. Zum Jahresende erschien Get Up (Everybody), eine Coverversion von Sylvesters 1978er Hit Dance (Disco Heat), und stieg auf Platz 1 der Billboard Dance-Charts sowie auf Platz 14 der UK-Charts. 1997 kletterte das von Mousse T. produzierte Sing a Song auf Platz 19 der Dance-Hitparade und auf Platz 38 in Großbritannien.
1998 erschien das Album The Purist mit den bisherigen Hits. Ebenfalls darauf enthalten sind You Make Me Feel (Mighty Real), eine Coverversion des Sylvester-Hits von 1978, die 1998 Platz 1 der Dance- und Platz 13 der UK-Charts erreichte, sowie Testify, das Platz 20 der Dance-Charts und Platz 48 im Vereinigten Königreich erklomm. Einen dritten Nummer-eins-Hit in den Dance-Charts hatte Stingily 1999 mit That’s the Way Love Is, in Großbritannien erreichte der Track Platz 32. Weitere drei Top-10-Dance-Hits folgten im Jahr 2000 mit Why Can’t You Be Real?, Stand Right Up und U Turn Me. Das dazugehörige Album Club Stories wurde 2001 veröffentlicht, platzierte sich aber nicht in den Charts. Seither erscheinen immer wieder Solosingles und Features mit anderen Interpreten, Charterfolge stellten sich jedoch nicht mehr ein.
Stingily ist heute Schulleiter in Chicago, aber auch als Musiker aktiv.

## Diskografie

### Alben
| Jahr | Titel Musiklabel         | Höchstplatzierung, Gesamtwochen, AuszeichnungChartsChartplatzierungen (Jahr, Titel, Musiklabel, Platzierungen, Wochen, Auszeichnungen, Anmerkungen) | Anmerkungen                           |
| Jahr | Titel Musiklabel         | UK | Anmerkungen                           |
| ---- | ------------------------ | --- | ------------------------------------- |
| 1998 | The Purist Nervous 20226 | UK87 (1 Wo.)UK | Erstveröffentlichung: 9. Februar 1998 |

Weitere Alben
- 2001: Club Stories (Nervous 20390; VÖ: 21. März)

### Singles
| Jahr | Titel Album                               | Höchstplatzierung, Gesamtwochen, AuszeichnungChartplatzierungen (Jahr, Titel, Album, Platzierungen, Wochen, Auszeichnungen, Anmerkungen) | Höchstplatzierung, Gesamtwochen, AuszeichnungChartplatzierungen (Jahr, Titel, Album, Platzierungen, Wochen, Auszeichnungen, Anmerkungen) | Anmerkungen |
| Jahr | Titel Album                               | UK | Dance | Anmerkungen |
| ---- | ----------------------------------------- | --- | --- | --- |
| 1996 | Don’t Fall in Love The Purist             | — | Dance41 (5 Wo.)Dance | Erstveröffentlichung: Februar 1996 Produzent: David Morales Autoren: David Morales, Terry Burrus                                               |
| 1996 | Love You the Right Way                    | — | Dance28 (9 Wo.)Dance | Erstveröffentlichung: Juni 1996 Produzent: Marc Kinchen Autoren: Byron Stingily, Marc Kinchen, Ron Carroll                                     |
| 1996 | Get Up (Everybody) The Purist             | UK14 (5 Wo.)UK | Dance1 (14 Wo.)Dance | Erstveröffentlichung: Dezember 1996 Autoren: Eric Robinson, Victor Orsborn Original: Sylvester – Dance (Disco Heat), 1978                      |
| 1997 | Flying High The Purist                    | — | Dance27 (9 Wo.)Dance | Erstveröffentlichung: August 1997 Produzenten: Kenny Dope, Little Louie Vega Autoren: Byron Stingily, Kenny Dope, Little Louie Vega            |
| 1997 | Sing a Song The Purist                    | UK38 (2 Wo.)UK | Dance19 (10 Wo.)Dance | Erstveröffentlichung: November 1997 Produzent: Mousse T. Autoren: Byron Stingily, Mousse T., Ron Carroll                                       |
| 1998 | You Make Me Feel (Mighty Real) The Purist | UK13 (6 Wo.)UK | Dance1 (12 Wo.)Dance | Erstveröffentlichung: Januar 1998 Autoren: Sylvester James, James Wirrick Original: Sylvester, 1978                                            |
| 1998 | Testify The Purist                        | UK48 (2 Wo.)UK | Dance20 (10 Wo.)Dance | Erstveröffentlichung: Juni 1998 Produzent: Zack Toms Autoren: Byron Stingily, Ron Carroll, Zack Toms                                           |
| 1999 | That’s the Way Love Is Club Stories       | UK32 (2 Wo.)UK | Dance1 (13 Wo.)Dance | Erstveröffentlichung: September 1999 Autoren: Byron Burke, Byron Stingily, Herb Lawson Original: Ten City, 1989                                |
| 2000 | Why Can’t You Be Real? Club Stories       | — | Dance9 (12 Wo.)Dance | Erstveröffentlichung: Februar 2000 Produzent: Danny Tenaglia Autoren: Byron Stingily, Danny Tenaglia                                           |
| 2000 | Stand Right Up Club Stories               | — | Dance6 (12 Wo.)Dance | Erstveröffentlichung: August 2000 Autoren: Byron Stingily, Jay Steinhour, Teddy Douglas basiert auf Brainstorms Lovin’ Is Really My Game, 1977 |
| 2000 | U Turn Me Club Stories                    | UK99 (1 Wo.)UK | Dance10 (12 Wo.)Dance | Erstveröffentlichung: November 2000 feat. Leee John Autoren: Byron Stingily, Leee John, Andrew Livingstone                                     |

Weitere Singles
- 1985: Funny Love
- 1987: Just a Little Bit
- 1987: I Can’t Stay Away (Ragtyme feat. Byron Stingily)
- 1997: Let the Beat Hit ’Em (Shèna feat. Byron Stingily)
- 1998: It’s Over
- 1999: How Could I Know?
- 2002: Sweet Dream (Lonesome Echo Production feat. Byron Stingily)
- 2002: Light My Fire (Lenny Fontana presents Byron Stingily)
- 2003: Cross the Line (J. T.’s Song) (mit Michael Moog, Roland Clark und Rhano Burrell)
- 2003: I Can’t Go for That
- 2003: So Grateful
- 2003: Goin’ Up in Smoke (Future Soul feat. Byron Stingily)
- 2004: It’s All Jesus
- 2005: Different Strokes
- 2005: Spread Love (Blaze presents Underground Dance Artists United for Life feat. Byron Stingily)
- 2005: I’ll Give You (Lenny Fontana presents Byron Stingily)
- 2006: About Our Love (mit Kimara Lovelace)
- 2006: Hate Won’t Change Me
- 2006: Reach (Harrison Crump feat. Byron Stingily)
- 2006: Walk Away (Reel Soul & Byron Stingily feat. Elvin Thornton)
- 2007: Piece of Meat (Byron Stingily presents LeJuan)
- 2007: I Waited for You (Terry Hunter & Byron Stingily present Stone Island feat. Carla Proctor)
- 2008: My Friend (Harley & Muscle feat. Byron Stingily)
- 2009: 100% of Stalkin’ You (There Was a Time)
- 2009: Raindance (Marshall Jefferson presents Ragtyme feat. Byron Stingily)
- 2009: Back 2 Me (DJ Jorj feat. Michelle Weeks und Byron Stingily)
- 2010: No Limit (Nathan G & Blackfrog feat. Byron Stingily)
- 2012: Gotta Make It Right (Paskal & Urban Absolutes feat. Byron Stingily)
- 2013: Father (Deep Boyz feat. Byron Stingily)
- 2014: Ain’t No Stoppin’ Love (Louie Vega starring Byron Stingily)
- 2016: Love Is the Answer (Bob Sinclar und Dimitri from Paris feat. Byron Stingily)